# Vera Daves
Vera Esperança dos Santos Daves de Sousa (Luanda, 18 de maio de 1983) é uma política, jornalista e economista angolana, Ministra das Finanças do governo angolano desde 2019.

## Infância e educação
Daves nasceu em Luanda em 18 de maio de 1983, e é licenciada em economia pela Universidade Católica de Angola.

## Carreira
Daves foi chefe de pesquisa de um banco local em 2011 e tornou-se uma comentarista regular na TV, discutindo finanças e economia. O presidente da Comissão do Mercado de Capitais, Archer Mangueira, viu-a na televisão e convidou-a para o conselho. Foi administradora executiva da comissão de 2014 a 2016 e substituiu Mangueira como chefe da comissão em 2016.
Daves é co-autora de um livro sobre finanças públicas com Alves da Rocha, professor de economia.
Daves serviu como Secretária de Estado das Finanças e Tesouro de Angola antes de ser nomeada pelo Presidente João Lourenço como Ministra das Finanças em 8 de outubro de 2019, aos 35 anos. Foi primeira mulher a ocupar o cargo. Sucedeu a Mangueira, que deixou o cargo para se tornar governador da Província do Namibe. Daves ingressou no Bureau Político do partido governista Movimento Popular de Libertação de Angola (MPLA) num congresso extraordinário pouco antes da sua nomeação. Ela é descrita como uma "técnica muito disciplinada, bem preparada e competente".
Quando assumiu o cargo, foi incumbida de reestruturar a economia do país, a quinta maior da África. Em março de 2020, anunciou que o país estava em recessão, e que o Ministério das Finanças estava a rever o Orçamento Geral do Estado devido ao impacto da pandemia COVID-19. Em abril, anunciou que todos os contratos cujo financiamento não estava garantido, estavam suspensos devido ao baixo preço do petróleo e ao impacto da pandemia nas finanças públicas.